# Edwards (Missisipi)
Edwards – miasto w Stanach Zjednoczonych, w stanie Missisipi, w hrabstwie Hinds.